# Fumaria petteri
Fumaria petteri är en vallmoväxtart. Fumaria petteri ingår i släktet jordrökar, och familjen vallmoväxter.

## Underarter
Arten delas in i följande underarter:
- F. p. calcarata
- F. p. petteri
- F. p. espathulata